# Digonodes ovaria
Digonodes ovaria là một loài bướm đêm trong họ Geometridae.